# سامانه‌های انرژی تجدیدپذیر هیبریدی
سامانه‌های انرژی تجدیدپذیر هیبریدی (به انگلیسی: Hybrid renewable energy systems) یا (HRES) برای تولید برق در مناطق دور افتاده در حال فراگیر شدن هستند که دلیل آن پیشرفت در فناوری انرژی تجدیدپذیر و افزایش قیمت فراورده‌های نفتی بوده‌است. سامانه انرژی ترکیبی معمولاً از دو یا چند منبع انرژی تجدیدپذیر استفاده می‌کند که در کنار هم به افزایش کارایی سامانه و تعادل بیش‌تر در تأمین انرژی می‌پردازند.

## انواع سامانه‌های انرژی تجدیدپذیر هیبریدی

### زیست توده-باد-پیل سوختی

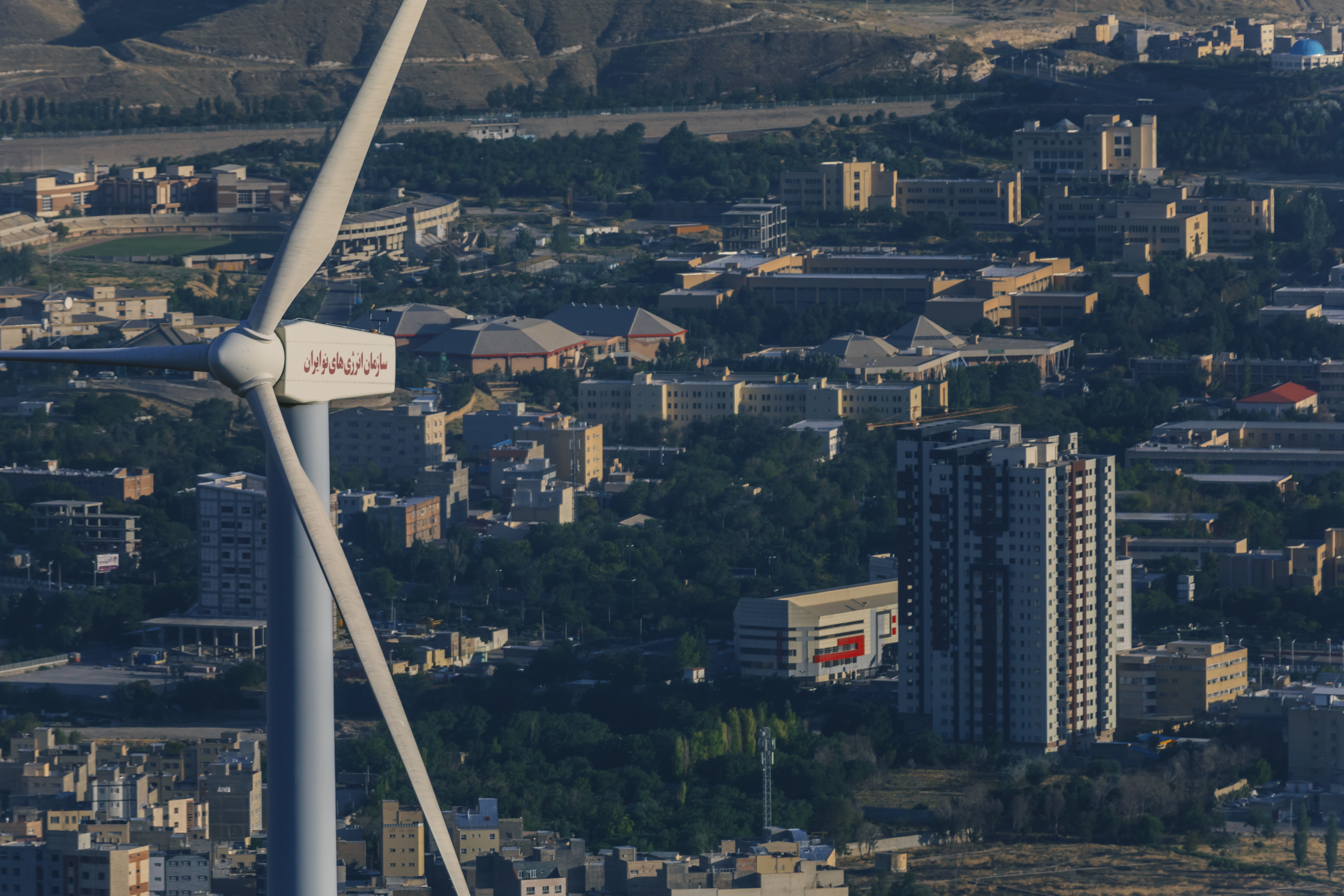
یک توربین بادی در شهر تبریز

فرض کنید یک منبع تغذیه وظیفه تأمین ۱۰۰ درصد نیاز یک بار را داشته باشد و هیچ سامانه تجدیدپذیری به تنهایی امکان برآورده کردن این نیاز را نداشته باشد؛ بنابراین دو یا چند سامانه انرژی تجدیدپذیر می‌توانند ترکیب شوند. می‌توان ۶۰ درصد از آن را از یک سامانه زیست توده (biomass system)، ۲۰) درصد از یک سامانه انرژی باد (wind energy) و بقیه آن از پیل‌های سوختی (fuel cells) تأمین کرد؛ بنابراین ترکیب تمام این سامانه‌های انرژی تجدیدپذیر می‌توانند ۱۰۰ درصد توان و انرژی مورد نیاز را برای باری همانند یک خانه یا اداره تأمین کنند

### خورشیدی-باد
روش دیگر برای سامانه انرژی ترکیبی، یک آرایه پنل فتوولتائیک (photovoltaic array) است که با یک توربین باد کوپل شده باشد. مزیت این سامانه، خروجی بیش‌تر توربین‌های بادی در زمستان است. در حالی‌که در طول تابستان پنل‌های خورشیدی خروجی پیک تولید خود را دارند. این سامانه انرژی ترکیبی اغلب منجر به راندمان و بازگشت اقتصادی و زیست‌محیطی بیش‌تری نسبت به سامانه‌های تنهای بادی، خورشیدی، زمین گرمایی یا سامانه‌های مستقل تولید سه‌گانه (trigeneration stand-alone systems) می‌شوند.

### نیروگاه هیبریدی کاملاً تجدیدپذیر
نیروگاه هیبریدی کاملاً تجدیدپذیر (completely renewable hybrid power plant) شامل انرژی‌های خورشیدی، بادی، زیست توده و پیل سوختی، یک نیروگاه هیبریدی متشکل از این چهار منبع انرژی تجدیدپذیر است که می‌توان به وسیله استفاده مناسب از این منابع با یک شیوه کاملاً کنترل شده آن را به بهره‌برداری رساند.